# Seznam francoskih kiparjev
Seznam francoskih kiparjev.

## A
- Claude Abeille
- Achiam
- Michel Victor Acier
- François Gaspard Adam
- Lambert-Sigisbert Adam
- Nicolas-Sébastien Adam
- André-Joseph Allar
- Christophe-Gabriel Allegrain
- David d'Angers (Pierre-Jean David)
- Jean Anguera
- Athanase Apartis (Grk)
- Aleksander Arhipenko (rusko-francosko-nemško-ameriški)
- François Arnal
- Naoum Aronson
- Jean Arp

## B
- Frédéric Auguste Bartholdi
- Louis-Ernest Barrias
- Antoine-Louis Barye
- Armel Beaufils
- Hans Bellmer (nemško-francoski)
- Paul Belmondo
- Joseph Antonie Bernard (1866—1931)
- Pierre-François Berruer
- Philippe Berry
- Charlotte Besnard (r. Dubray)
- André Bloc
- Louis-Simon Boizot
- Christian Boltanski
- Rosa Bonheur
- Jean-Marie Bonnassieux
- Henri Bouchard
- Edmé Bouchardon (1698–1762)
- Jean-Baptiste Bouchardon (1667–1742)
- Jean Boucher
- Antoine Bourdelle
- François Joseph Bosio
- Georges Braque
- Louise Bourgeois (1911-2010) (fr.-ameriška)
- Constantin Brâncuși (romunsko-francoski)
- Lucien Brasseur
- Daniel Buren

## C
- Auguste Cain
- Louis Cane
- Jean-Jacques Caffieri
- Agustín Cárdenas Alfonso (kubansko-fr.)
- Jean Cardot
- Antonin Carlés
- Jean-Baptiste Carpeaux
- Albert-Ernest Carrier-Belleuse
- Pierre Carron
- Pierre Cartellier
- Jean Carton
- Pierre-Jules Cavelier
- César
- Nicolas Chanterein
- Henri Chapu
- Pierre Cartellier
- Antoine-Denis Chaudet
- Jehan de Chelles
- Christo (Javacheff) (bolgarsko-francoski) in Jeanne-Claude (konceptualna umetnika)
- Camille Claudel
- Auguste Clésinger
- Clodion (Claude Michel)
- Filippo Colarossi (it.-fr.; šola v Parizu)
- Jean-Pierre Cortot
- Othon Coubine
- Guillaume Coustou (st. in ml.)
- Nicolas Coustou
- Jules-Félix Coutan
- Antoine Coysevox

## D
- Dado (Miodrag Đurić 1933–2010) (črnogorsko-fr.)
- Jules Dalou
- Jean Dampt
- Antoine Laurent Dantan
- Jean-Pierre Dantan
- Honoré Daumier
- Pierre Dedieu
- Claude Dejoux
- Gustave Deloye
- Alexandre Descatoire
- Martin Desjardins
- Charles Despiau
- Louis Dideron
- Eugène Dodeigne
- Léon-Ernest Drivier
- Paul Dubois
- Vital Gabriel Dubray
- Jean Dubuffet
- Marcel Duchamp
- Raymond Duchamp-Villon
- Auguste Dumont
- Edme Dumont
- Jacques-Edme Dumont
- Pierre Dumont
- Charles Dupaty
- François-Joseph Duret
- Francisque Joseph Duret

## E
- Pierre-Edouard
- Antoine Étex

## F
- Étienne Maurice Falconet
- Alexandre Falguière
- Jean Fautrier
- Albert Féraud
- Jean-Joseph Foucou
- Emmanuel Frémiet

## G
- Georges Gardet
- Paul Gasq
- Adrien Étienne Gaudez
- Jean-Léon Gérôme
- Alberto Giacometti (Švicar)
- Diego Giacometti (Švicar)
- Marcel Gimond (=Marcel Gaumont?)
- Jean Goujon
- Yann Goulet (bretonsko-irski)
- Toni Grand
- Claude Grange
- Juan Gris
- Francis Gruber
- Jean-Baptiste Claude Eugène Guillaume
- Viviane Guybet

## H
- Étienne Hajdú
- Georges Hilbert
- Jean-Antoine Houdon

## I
- René Iché
- Antonin Idrac
- Jean Antoine Injalbert
- Jean-Robet Ipoustéguy

## J
- Jean-Louis Jaley
- Alfred Janniot
- François Jouffroy
- Pierre-Paul Jouve
- Pierre Julien

## L
- Charles-François Lebœuf - "Nanteuil"
- Georges Lacombe
- Alphonse Lami
- Stanislas Lami
- Paul Landowski (1875-1961)
- François Lanno
- Gérard Lanvin
- Henri Laurens
- Jean-Paul Laurens
- Nicolas Le Brun
- Félix Lecomte
- Hippolyte Lefebvre (Hippolyte-Jules Lefèbvre 1863–1935)
- Alphonse Legros (fr.-britanski)
- Pierre Legros (ml.) (Rim)
- Louis-Aimé Lejeune
- Henri Lemaire (Philippe Joseph Henri Lemaire)
- François-Frédéric Lemot
- Jean-Baptiste Lemoyne
- Jean-Louis Lemoyne
- Louis Lerambert
- Louis Leygue
- André Lhote
- Jacques Lipschitz (francosko-ameriški)

## M
- Aristide Maillol
- Jean Marais
- Laurent Marqueste
- Armand Martial
- Étienne Martin
- Raymond Martin
- Diourka Medveczky (madžarsko-fr.)
- Ernest Meissonier
- Amédée Ménard
- Pierre-Jules Mêne
- Antonin Mercié
- Rajka Merćep (hercegovsko-fr.)
- Claude Michel ("Clodion")
- Aimé Millet
- Jean Guillaume Moitte
- François Morellet
- Léopold Morice
- Aimé Morot
- Louis-Philippe Mouchy
- Hippolyte Moulin
- Georges Muguet

## N
- Henri-Edouard Navarre
- Paul Niclausse
- Henri Nouveau

## P
- Bernard Pagès *1940
- Lucile Passavant
- Antoine Pevsner (rusko-francoski)
- Émile Peynot
- Pierre-Edouard
- Jean-Baptiste Pigalle (1714 – 1785)
- Augustin Pajou
- Jean-Joseph Perraud
- Louis Petitot (Louis-Messidor Petitot)
- (Pablo Picasso)
- Émile Louis Picault
- Germain Pilon (~1528/35 – 1590)
- François Pompon
- Antoine Poncet
- James (Jean-Jacques) Pradier
- Auguste Préault
- Victor Prouvé
- Denys Puech
- Pierre Puget

## R
- Claude Ramey
- Étienne-Jules Ramey
- Germaine Richier
- Pierre Roche
- Auguste Rodin
- Philippe-Laurent Roland
- Jean-Baptiste Roman
- François Rude
- Pierre Louis Rouillard

## S
- Niki de Saint Phalle
- René de Saint-Marceaux
- Jacques Sarazin
- Antoine Sartorio (1885-1988)
- Alain Satié
- Nicolas Schöffer (Schöffer Miklós: madžarsko-francoski)
- Bernard Seurre
- Charles Émile Seurre
- François-Léon Sicard
- Pierre-Charles Simart
- Pierre Soulages
- François Stahly (nemško-francoski)
- Jean-Baptiste Stouf
- Jacques-Philippe Le Sueur

## T
- Jean-Pierre-Antoine Tassaert
- Brigitte Terziev
- Gabriel Thomas
- Jean Tinguely (Švicar)

## V
- Raoul Verlet
- Jules Visseaux

## Y
- Hubert Yencesse

## Z
- Ossip Zadkine (rusko-francoski)